# Вера Блу
Селия Пейви (англ. Celia Pavey; род. 23 января 1994), также известна как Вера Блу (англ. Vera Blue) — австралийская певица из Сиднея, базирующаяся на лейбле Mercury Records Australia, подлейбле Universal Music Australia. Её альбом This Music в июле 2013 года занял 14 место в Australian Aria Charts. Играет на гитаре и скрипке. Участвовала во втором сезоне австралийской версии шоу «Голос».

## Карьера

### В качестве Селии Пейви: После участия в шоу «Голос»
Во время участия в австралийском «Голосе» 2013 года, Селия взяла в руки гитару и на прослушивании поразила зрителей и членов жюри. Её первый клип на кавер-версию песни дуэта Simon & Garfunkel «Scarborough Fair / Canticle» набрал более 6 млн просмотров в Интернете. Выпущенный в 2013 году дебютный альбом This Music занял 14 место в Австралии.
В 2013 году Пейви была номинирована журналом Cosmopolitan на премию Fun Fearless Female Awards.
29 августа 2014 года вышел дебютный мини-альбом Bodies. Продюсером выступил Эрик Джи. Дубровски (Чет Фейкер, Flume). Песни были написаны в соавторстве с Тимом Хартом из Boy & Bear («Shadow») и Джеком Стоуном из Bluejuice. В поддержку мини-альбома Селия провела тур по восточному побережью Австралии.

### В качестве Веры Блу
В августе 2015 года Селия объявила о том, что запускает новый музыкальный проект под псевдонимом «Вера Блу». Под этим именем планировался выпуск мини-альбома Fingertips, который должен был включать в себя песни «Hold» и «Settle». Также Вера Блу выступит на разогреве у Конрада Севелла во время его австралийского тура 2016 года. Её сингл «Hold» достиг 5 места в американском чарте Spotify viral top 50 chart и 1 места в австралийском Australian Viral 50 chart.

## Дискография
В качестве Селии Пейви

### Студийный альбом
| Год  | Альбом                                                                              | Позиция в чартах | Позиция в чартах |
| Год  | Альбом                                                                              | AUS              |                  |
| ---- | ----------------------------------------------------------------------------------- | ---------------- | ---------------- |
| 2013 | This Music - Выпущен: Июль 2013 - Лейбл: Mercury Records/ Universal Music Australia | 14               |                  |

### Мини-альбомы
| Название | История релиза                                                                                                 |
| -------- | --- |
| Bodies   | - Выпущен: 29 августа 2014 - Лейбл: Mercury Records / Universal Music Australia - Формат: Цифровая дистрибуция |

### Синглы
| Название   | История релиза                                                                                             |
| ---------- | --- |
| Believe Me | - Выпущен: 5 июля 2013 - Лейбл: Mercury Records / Universal Music Australia - Формат: Цифровая дистрибуция |

### Прочие синглы
| 2013 | «Scarborough Fair/Canticle»       | 27 |
| 2013 | «A Thousand Years»                | 23 |
| 2013 | «Woodstock»                       | 29 |
| 2013 | «Jolene»                          | 15 |
| 2013 | «Edelweiss»                       | 23 |
| 2013 | «Will You Still Love Me Tomorrow» | 23 |
| 2013 | «Xanadu»                          | 73 |